# Afganistan

Położenie Afganistanu w regionie

Afganistan – śródlądowe państwo unitarne położone w Azji Południowej, ze stolicą w Kabulu. Graniczy pod względem długości granic kolejno z: Pakistanem, Iranem, Tadżykistanem, Turkmenistanem, Uzbekistanem i Chinami. Afganistan jest de facto kontrolowany przez talibów jako Islamski Emirat Afganistanu od 15 sierpnia 2021, czyli od upadku Islamskiej Republiki Afganistanu, uznawanej na arenie międzynarodowej.

## Etymologia
Afganistan, pers. i paszto: ‏افغانستان‎ (Afghânistân)
Źródło słowa „Afgan” pozostaje nierozpoznane. Jedno z wyjaśnień bierze je od Apakana, irańskiego władcy z VIII lub IX wieku. Inne wskazuje na odniesienie do słowa „Abgan” (Imperium Sasanidów, III wiek), najstarszego znanego zapisu odnoszącego się do późniejszego „Afgan”. Pojawia się również w zapiskach Szapura I w Nachsz-e-Rostam, gdzie wspomina o nazwisku Goundifer Abgan Rismaund. Indyjski astronom z VI wieku, Varahamihira, w swojej pracy „Brhat Samhita” (11.61; 16.38), określa Afganów słowem Avagan. Chiński pielgrzym Xuanzang określa nazwą 阿薄健 („Abojian”) lud zamieszkujący tereny na północ od Gór Sulejmańskich.
W języku perskim -stân oznacza „kraj”.
Starożytni Grecy nazywali te tereny „Ariana” od awestyjskiego Aryanam Vaeja lub „Aryavarta” – „kraj Ariów” w sanskrycie (por. Iran). Określenie ‘Ariana Afghânistân’ jest wciąż popularne wśród perskojęzycznych mieszkańców Afganistanu.
Nazwą 'Chorasan' określano Afganistan jako część Wielkiego Chorasanu, co w zapisie pahlawi znaczy „Wschodni Kraj” (pers. ‏خاور زمین‎)

## Historia
Na przełomie trzeciego i drugiego tysiąclecia p.n.e. tereny dzisiejszego Afganistanu opanowali Arjowie. Następnie kraj często zmieniał władców – w połowie I tysiąclecia p.n.e. znalazł się w składzie Baktrii, od VI wieku p.n.e. został włączony do Imperium Perskiego. W 330 p.n.e. tereny te podbił Aleksander Wielki, po którego śmierci utworzono Królestwo Greko-Baktryjskie. W I–IV wieku n.e. istniało tu państwo Kuszanów, a na przełomie V i VI wieku tereny północnego Afganistanu zjednoczone zostały przez Heftalitów (Białych Hunów). Następnie do VII wieku Afganistan ulegał wpływom Sasanidów z Persji. Po podbojach arabskich z VII wieku, prawie cały Afganistan został włączony do kalifatu, a jego obszary zostały silnie zislamizowane. Od IX wieku lokalne dynastie uniezależniły się od Arabów i znalazły się we wpływach kolejno Persów, Turków i Chorezmu. Kraj wyniszczyły najazdy mongolskie, a jedynie okres rządów Timurydów w XV wieku był krótkim etapem ożywienia gospodarki i kultury afgańskiej. W XVI wieku kraj podzielono między Persję, państwo Wielkich Mogołów i chanat uzbecki.

### I Emirat
Państwo afgańskie utworzył w XVIII wieku Ahmad Szah Durrani, którego państwo obejmowało północne Indie, utracone w okresie rządów jego następców. Kraj po serii wojen domowych ponownie zjednoczył emir Dost Mohammad Chan. Kraj w XIX wieku był miejscem rywalizacji Rosji i Wielkiej Brytanii (tzw. Wielka Gra).

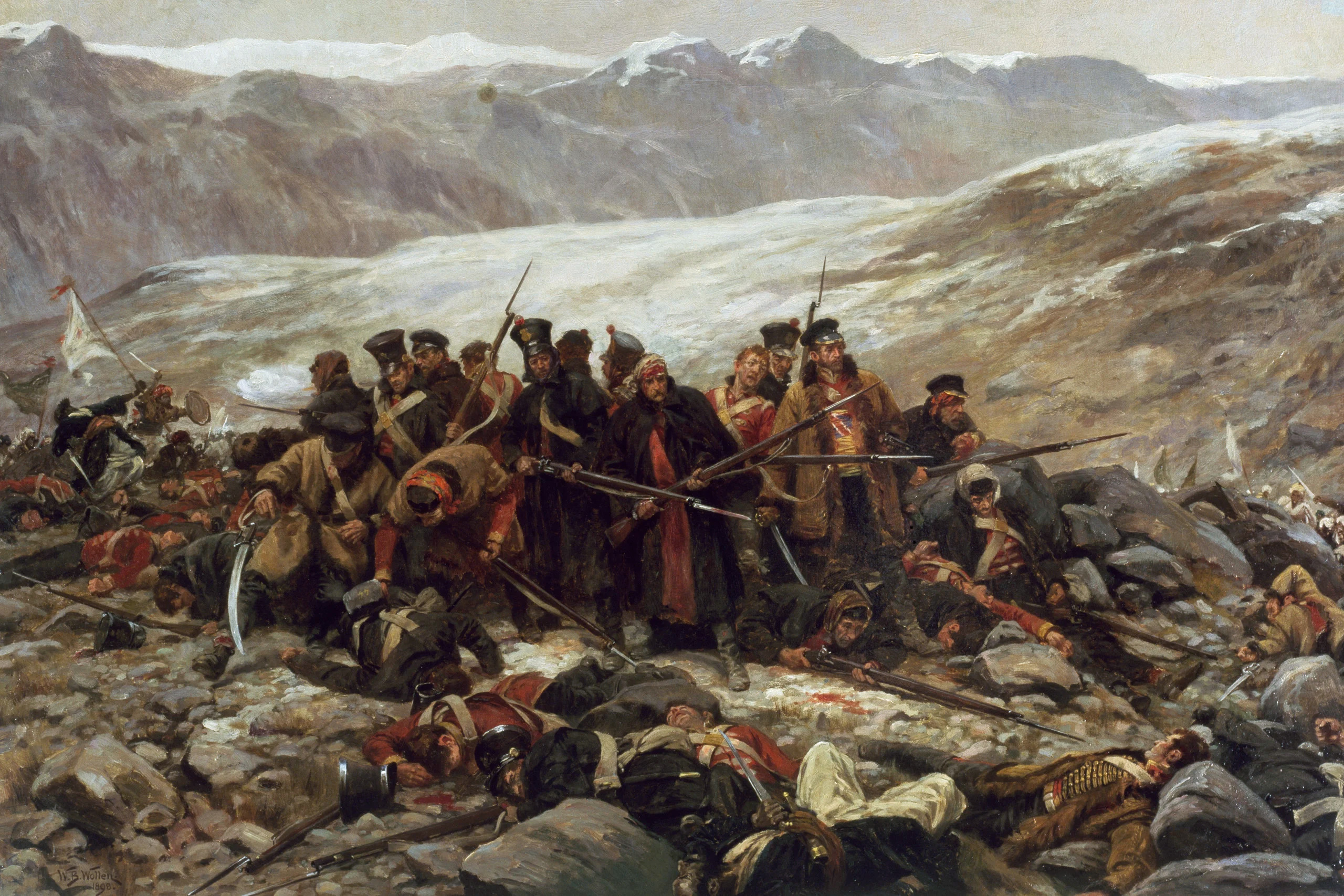
Masakra armii Elphinstone’a 6 – 13 stycznia 1842

Obawy o zwiększenie wpływów Rosji w Afganistanie doprowadziły do interwencji brytyjskiej w Afganistanie, w wyniku której doszło do wojny trwającej przez cały XIX wiek. Panujący u progu XX wieku emir Abdurrahman Szah zgodził się na brytyjską kontrolę nad polityką zagraniczną i wprowadził politykę izolacjonizmu. W 1893 roku rząd Afganistanu pozwolił, w obawie przed wojną, na włączenie części obszarów afgańskich do Indii Brytyjskich. W 1919 roku doszło do kolejnej wojny z Wielką Brytanią spowodowanej afgańską chęcią odzyskania utraconych terenów. Wojna zakończyła się uznaniem niepodległości Afganistanu przez Wielką Brytanię. 

### Królestwo Afganistanu
W 1921 roku Afganistan zawarł dwustronne układy z Wielką Brytanią i ZSRR, które przypieczętowały niepodległość kraju. Ówczesny władca Amanullah Chan przyjął w roku 1926 tytuł króla i wprowadził szereg reform w stylu europejskim, co nie zostało dobrze przyjęte przez większość ludności. W rezultacie w 1928 roku doszło do rebelii, która zmusiła władcę do ucieczki. Kolejni władcy kontynuowali politykę izolacjonizmu. W 1946 roku państwo zostało członkiem ONZ.
Utworzenie w 1947 roku Pakistanu doprowadziło do konfliktu granicznego z tym państwem. Afganistan jako jedyne państwo sprzeciwił się uznaniu przez ONZ powstania Pakistanu, domagając się wszystkich terenów, z których stworzono Pakistan. Afganistan nigdy nie uznał też granicy z Pakistanem, którą wyznaczyli rządzący Indiami Brytyjczycy. W latach 50. doszło do wojny granicznej. W konflikcie między oboma krajami Afganistan został wsparty przez ZSRR. Wsparcie ZSRR doprowadziło do stopniowego zwiększania się wpływów tego państwa w Afganistanie. W latach 60. król Mohammad Zaher Szah przeprowadził reformy liberalne, jednak nie zgodził się na zwiększenie swobód demokratycznych, co doprowadziło do zradykalizowania się opozycji.

### I Republika
W 1973 roku doszło do zamachu stanu zorganizowanego przez byłego premiera Mohammada Daud Chana, Ludowo-Demokratyczną Partię Afganistanu (a konkretnie jej umiarkowaną frakcję „Parczam”) i grupę radykalnych oficerów armii. Daud Chan po przewrocie ogłosił koniec istnienia monarchii i proklamował Republikę Afganistanu. Daud Chan utworzył rząd koalicyjny z przedstawicielami „Parczam”, którzy otrzymali 7 stanowisk ministerialnych w republikańskim rządzie. W początkowym okresie rządów Daud Chan prowadził politykę współpracy z ZSRR, co nie spodobało się Stanom Zjednoczonym, które oskarżyły go o chęć wprowadzenia w kraju rządów według wzorca radzieckiego. Do 1975 roku umocnił swoją władzę na tyle, że mógł odstąpić od tej polityki i przejść na stronę zachodnią. Jednocześnie doprowadził do coraz większej autokracji. W 1977 roku zatwierdził nową konstytucję, wprowadzającą prezydencką formę rządów i system jednopartyjny, z Partią Rewolucji Narodowej (założoną w 1974 roku) jako jedyną legalną partią. Jednocześnie zdelegalizowano wszystkie partie polityczne oraz wykluczono z rządu przedstawicieli „Parczamu”. Do więzień masowo trafiali również byli sojusznicy Dauda z LDPA. Doszło też do zabójstw politycznych, a celem jednego z nich padł Mir Akbar Chajbar, którego śmierć była bezpośrednią przyczyną obalenia Dauda w wyniku kolejnego puczu w kwietniu 1978 roku.

### Demokratyczna Republika Afganistanu
W wyniku puczu nowym prezydentem został Nur Mohammad Taraki z lewicowej Ludowo-Demokratycznej Partii Afganistanu. W miejsce I Republiki powołana została Demokratyczna Republika Afganistanu. Jej rząd ogłosił wdrożenie programu radykalnych zmian społecznych, które w rezultacie miały doprowadzić do liberalizacji społeczeństwa afgańskiego i przeobrażenia struktury społecznej. Reformy kwestionowały tradycyjne wartości i ugruntowane struktury władzy na obszarach wiejskich. Rząd wprowadził do życia politycznego kobiety i położył kres przymusowym małżeństwom. Rząd 1 stycznia 1979 zainicjował reformę rolną. Opierając się na poprzednich działaniach Mohammada Daud Chana, nowy rząd stworzył program alfabetyzacji wsparty przez UNESCO. Jako że naród afgański był głęboko islamski, reformy nie zostały wprowadzone skutecznie na całym terytorium kraju. Reformy te zwiększyły opór części Afgańczyków wobec rządu. Siła oporu względem reform doprowadziła do wybuchu wojny domowej toczonej głównie z przedstawicielami grup islamskich, których przedstawiciele określani byli jako mudżahedini. Trzon antyrządowej rebelii stanowili mudżahedini sunniccy, mniejsze grupy stanowili szyiccy mudżahedini oraz rebelianci maoistowscy. Również wewnątrz rządzącej partii doszło do sporów – radykalne skrzydło Chalk całkowicie zdominowało umiarkowany Parczam.
We wrześniu 1979 roku przywódcą Afganistanu został Hafizullah Amin. W kilka dni później doszło na jego polecenie do fizycznej likwidacji wewnątrzpartyjnej opozycji – w tym dotychczasowego premiera Afganistanu, Nur Muhammada Tarakiego, który zginął 14 września 1979 roku. Dojście Amina do władzy spowodowało przyjęcie polityki umiarkowanej polegającej na próbach przekonania Afgańczyków co do tego, że rząd nie jest antyislamski. Rząd Amina zaczął inwestować w odbudowę meczetów i wypłacał odszkodowania za ich zniszczenia w okresie radykalnej sekularyzacji. W okresie krótkiego przywództwa starał się zdemokratyzować władzę i obiecał nie dopuścić do utworzenia rządów jednoosobowych. Rząd opublikował również listę osób straconych w okresie rządów Tarakiego, a winą za nie obarczono byłego lidera kraju. Amin próbował zmniejszyć zależność Afganistanu od ZSRR. Próbował to zrealizować poprzez zrównoważenie polityki zagranicznej polegającej na zacieśnieniu stosunków z Iranem i Pakistanem. Postawa Amina budziła obawy w ZSRR, gdzie na afgański rząd patrzono z coraz większą podejrzliwością. Szczególnie niechętnie przywódcy ZSRR patrzyli na Amina po tym, gdy ten spotkał się z Gulbuddinem Hekmatjarem będącym jednym z czołowych antykomunistów w Afganistanie. Prezydent starał się nawiązać lepsze stosunki z USA, a na początku grudnia 1979 roku Ministerstwo Spraw Zagranicznych zaproponowało spotkanie Amina z pakistańskim prezydentem Muhammadem Zia ul-Haqem.

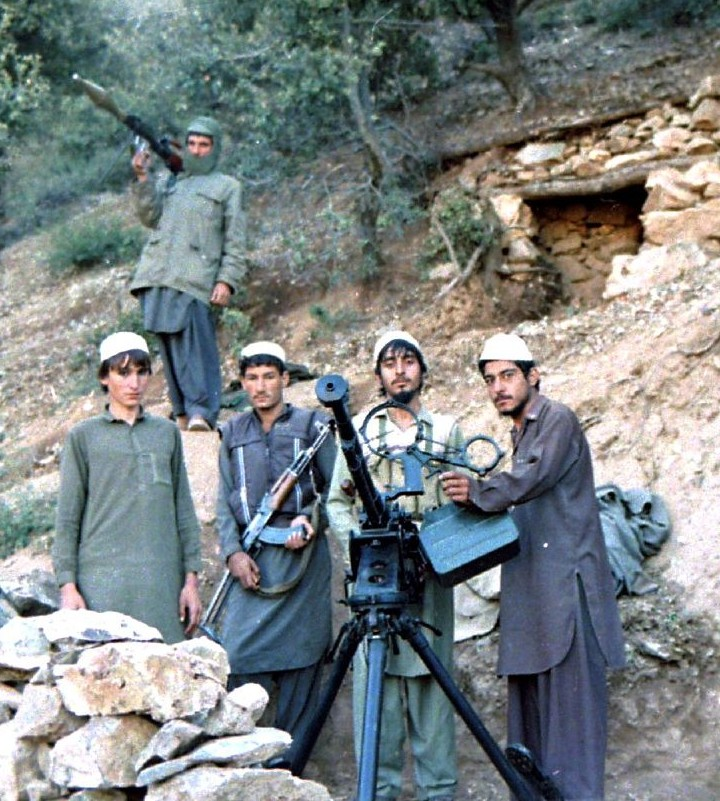
Mudżahedini z prowincji Kunar

Zmiany w polityce zagranicznej forsowane przez Amina oraz jego nieudolność w prowadzeniu wojny domowej doprowadziły do radzieckiej interwencji rozpoczętej w nocy między 24 a 25 grudnia 1979 roku, kiedy to radzieckie wojska powietrznodesantowe opanowały strategiczne lotniska w Kabulu i Bagramie.
27 grudnia 1979 roku rozpoczęła się operacja „Sztorm-333”, mająca na celu zlikwidowanie Hafizullaha Amina. Amin został zastrzelony, a jego następcą został Babrak Karmal z umiarkowanej, lecz proradzieckiej frakcji Parczam. Inwazja planowana jako wojna błyskawiczna, przeistoczyła się w długotrwały konflikt. Karmal po objęciu władzy ogłosił amnestię, w wyniku której na wolność wypuszczono więźniów dwóch poprzednich rządów. Jego rząd przywrócił ponadto skonfiskowane mienie, przyznał koncesje przywódcom religijnym oraz sprywatyzował niektóre nieruchomości znacjonalizowane podczas wcześniejszych reform. Wszystkie te działania, z wyjątkiem ogólnej amnestii więźniów, były wprowadzane stopniowo. Karmal jako praktykujący muzułmanin zaczął przywracać odwoływanie się do tradycyjnych zwyczajów afgańskich oraz islamskich. W styczniu 1984 roku Karmal drastycznie ograniczył reformę rolną wprowadzoną przez Tarakiego i Amina. Liberalizujące ustrój i proreligijne reformy nie doprowadziły do zakończenia wojny domowej, a opozycja zbrojna, której fundamentem był islam, kontynuowała walki ze świeckim rządem. Opozycja uzyskała wsparcie USA i państw regionu oraz tysięcy ochotników islamskich, którzy przybyli do Afganistanu w celu prowadzenia świętej wojny.

### II Republika
W 1987 roku na stanowisku prezydenta Karmal zastąpiony został przez Mohammada Nadżibullaha, który w ramach liberalizacji systemu zlikwidował Demokratyczną Republikę Afganistanu, tworząc w jej miejsce II Republikę Afganistanu. Z inicjatywy Nadżibullaha powstała Komisja Pojednania Narodowego. Choć program nie powiódł się, to rządowi udało się przeciągnąć na swoją stronę wielu mudżahedinów rozczarowanych polityką opozycji, zasilili oni rządowe milicje. We wrześniu 1986 roku przygotowano nową konstytucję, którą zatwierdzono 29 listopada 1987 roku. W czerwcu 1988 roku Rada Rewolucyjna, której członkowie byli wybierani przez kierownictwo partii, została zastąpiona przez Zgromadzenie Narodowe, którego przedstawiciele byli wybierani w wyborach. Znacznej zmianie uległa ideologia LDPA, która coraz mniej odwoływała się do socjalistycznych wzorców. W 1989 roku nazwę rządzącej partii zmieniono na Partię Ojczyzny, która przesunęła się w stronę umiarkowanego islamu. Rząd afgański pod jej kierownictwem ograniczył radzieckie wpływy oraz zezwolił na start opozycji w wyborach. W lutym 1989 roku Sowieci wycofali ostatnich żołnierzy z Afganistanu, ale wbrew oczekiwaniom obserwatorów rząd wciąż utrzymywał się u władzy. ZSRR zachował wsparcie finansowe i zaopatrzeniowe dla Afganistanu. W dalszym ciągu mudżahedini otrzymywali wsparcie ze strony Pakistanu i Stanów Zjednoczonych, a celem zbrojnej opozycji było od tego czasu ustanowienie państwa opartego na fundamentalistycznym islamie.
Po wycofaniu się Sowietów doszło do stopniowej islamizacji kraju – konstytucja z 1990 roku deklarowała, że Afganistan jest państwem islamskim i ostatecznie usunięto z niej odniesienia do myśli lewicowej. Artykuł pierwszy konstytucji z 1990 roku potwierdził, że Afganistan jest niezależnym, jednolitym i islamskim państwem. 

### Islamskie Państwo Afganistanu i II Emirat
W 1992 roku rząd II Republiki upadł, a w jego miejsce utworzono Islamskie Państwo Afganistanu. Utworzenie Islamskiego Państwa Afganistanu nie zakończyło wojny domowej, a w tym samym czasie doszło do kolejnej wojny domowej toczonej głównie między byłymi członkami opozycji islamskiej. Starcie wygrali ekstremistyczni talibowie, którzy utworzyli w 1996 roku Islamski Emirat Afganistanu. Przeciwko ich rządom wystąpił Sojusz Północny. Rząd islamistów uznały jedynie władze Arabii Saudyjskiej, Pakistanu i Zjednoczonych Emiratów Arabskich.

### III Republika

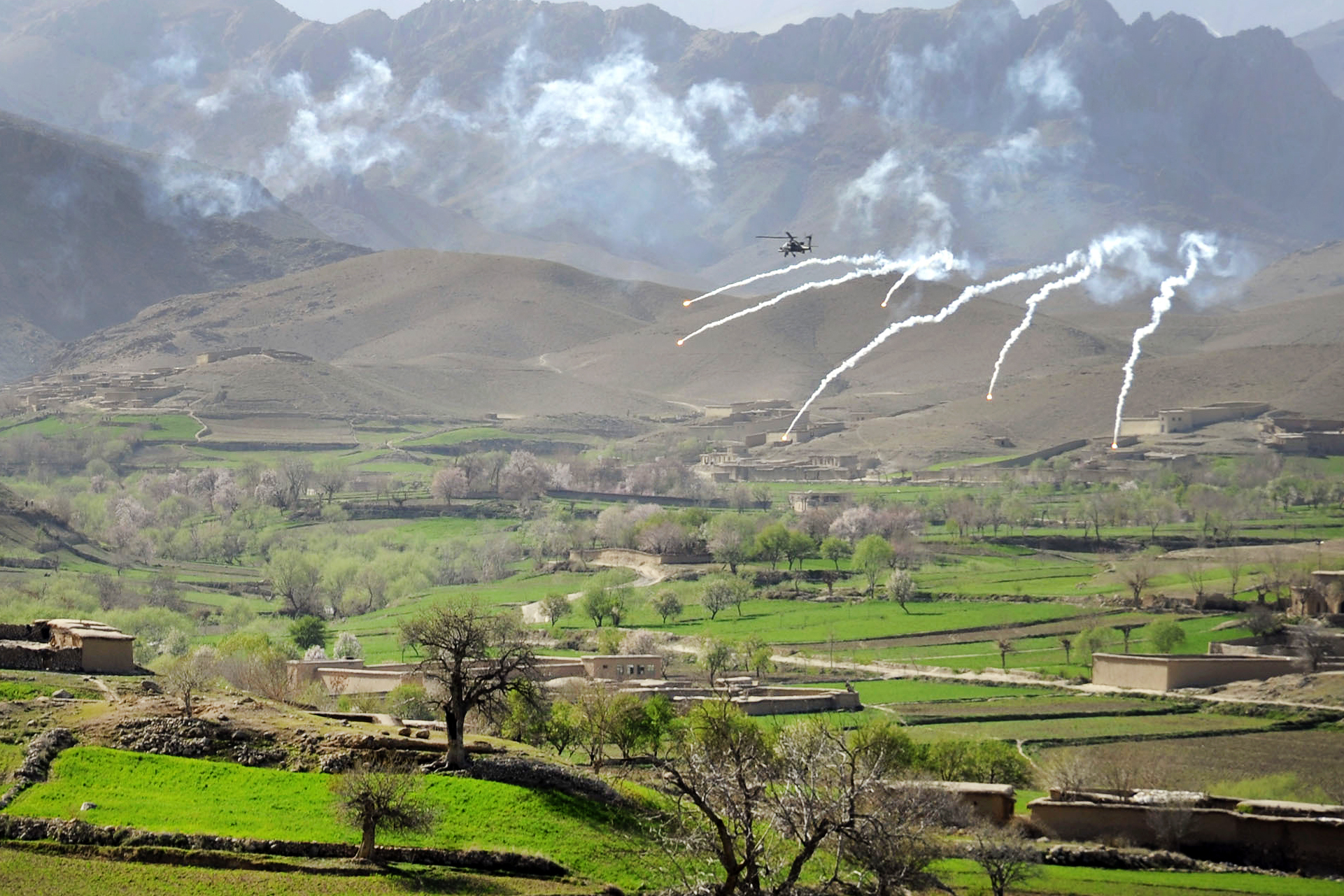
Wojna w Afganistanie

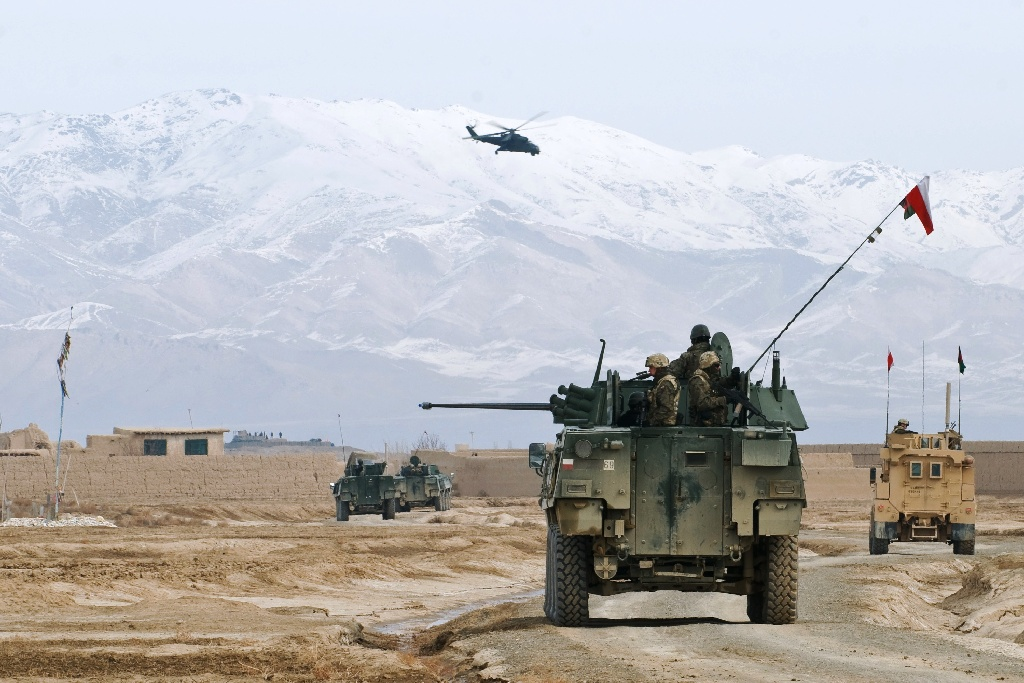
Polski Kontyngent Wojskowy w Afganistanie

Rządy talibów zakończyły się w 2001 roku na skutek interwencji NATO, w wyniku której ustanowiona została Islamska Republika Afganistanu. 20 grudnia 2001 Rada Bezpieczeństwa ONZ powołała do życia Międzynarodowe Siły Wsparcia Bezpieczeństwa (ISAF). Celem ich było wymuszanie pokoju, misja stabilizacyjna, eliminacja grup podejmujących walkę z nowymi władzami Afganistanu oraz wsparcie władz w odbudowie kraju. 11 sierpnia 2003 dowodzenie nad ISAF przejęło NATO. Początkowo formowanie sił ISAF przebiegało powoli i stopniowo, z czasem kontrolowały one większe partie kraju. Od jesieni 2003 zaczęły one przejmować od Amerykanów odpowiedzialność za kolejne regiony Afganistanu.

### III Emirat
Podczas opuszczania po 20 latach obecności Kabulu przez ostatnich żołnierzy amerykańskich, talibowie wkroczyli do stolicy i faktycznie obalili Islamską Republikę, ogłaszając 31 sierpnia 2021 r. „pełną niepodległość” odtworzonego przez nich Islamskiego Emiratu Afganistanu. Do kraju przybył przywódca ruchu talibów mułła Hibatullah Achundzada, przylatując do Kandaharu prawdopodobnie w tym samym czasie, gdy Afganistan opuszczali ostatni amerykańscy żołnierze.

## Geografia
Afganistan jest wysokogórskim krajem śródlądowym, nieposiadającym dostępu do morza, położonym w środkowej i południowo-zachodniej Azji. Ponad 4/5 powierzchni zajmują góry. Z północnego wschodu na południowy zachód rozpościera się łańcuch górski Hindukusz z najwyższym szczytem kraju (Noszak 7492 m n.p.m.), przechodzący w surowe obszary Wyżyny Irańskiej, a następnie w półpustynię Registanu (35–40 tys. km²), między którymi znajduje się Wyżyna Haradżat z kilkoma przełęczami umożliwiającymi komunikację pomiędzy regionami kraju. Klimat surowy i mroźny, w górach średnie temperatury stycznia spadają do –15 °C, a w lipcu rzadko przekraczają 0 °C. Lata najcieplejsze na pustynnych obszarach na południu (powyżej +22 °C). Opady w górach powyżej 1500 mm rocznie, większa część kraju ma 400–600 mm rocznie, na terenach stepowych poniżej 200 mm rocznie. Ziemie uprawne zajmują 12% powierzchni, zaś lasy (głównie w rejonie północno-wschodnim) tylko 3%.

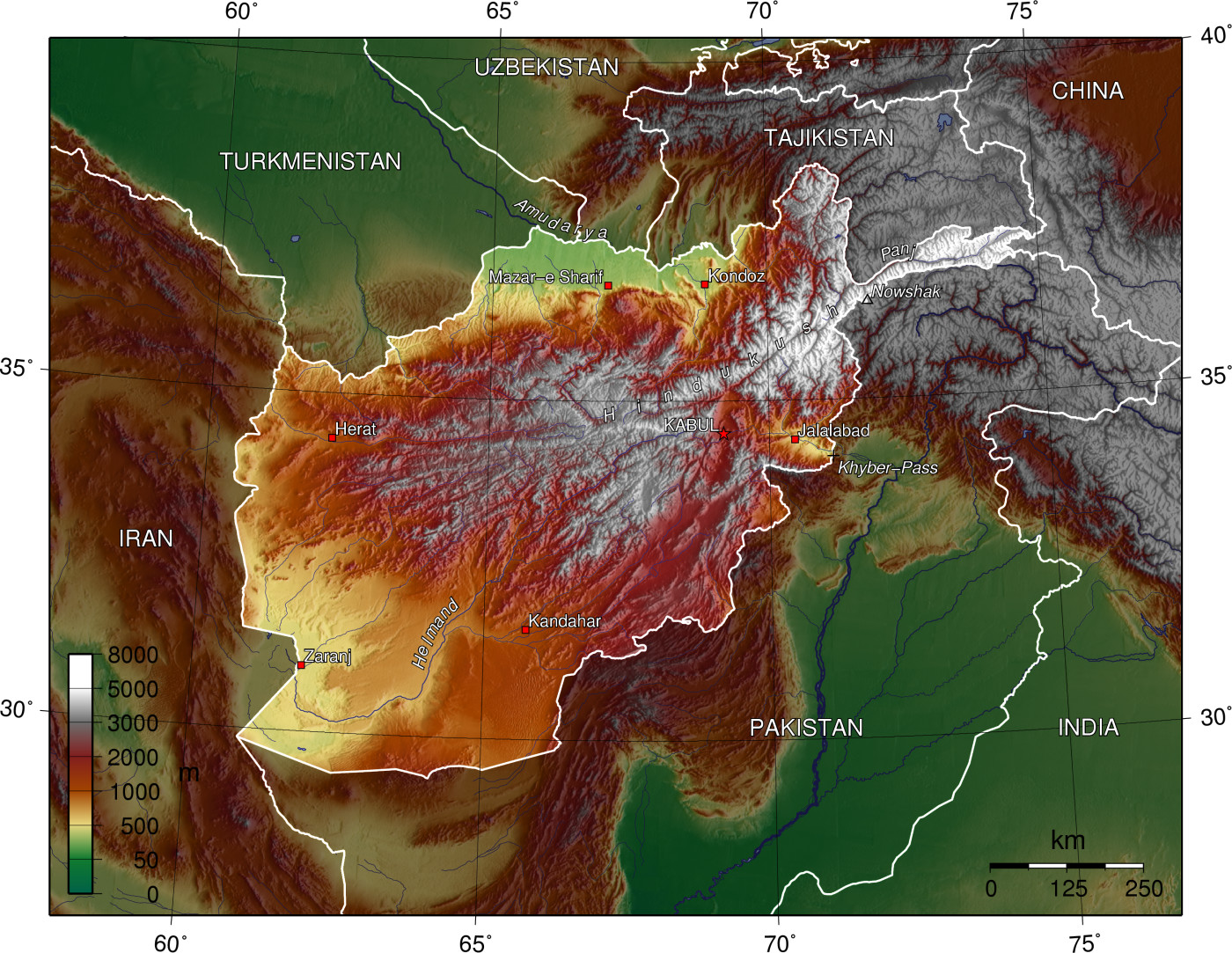
Topografia Afganistanu

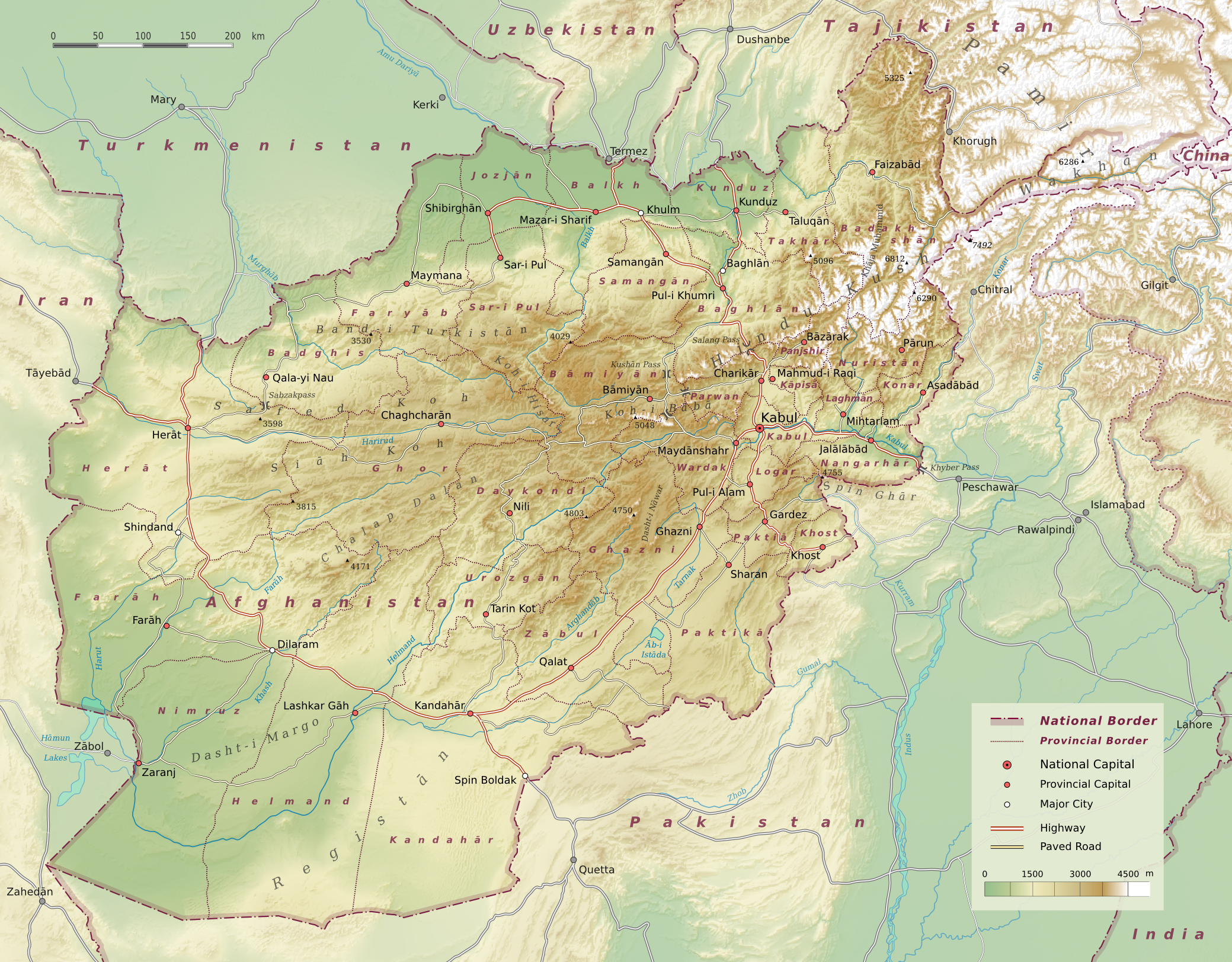
Mapa fizyczna Afganistanu

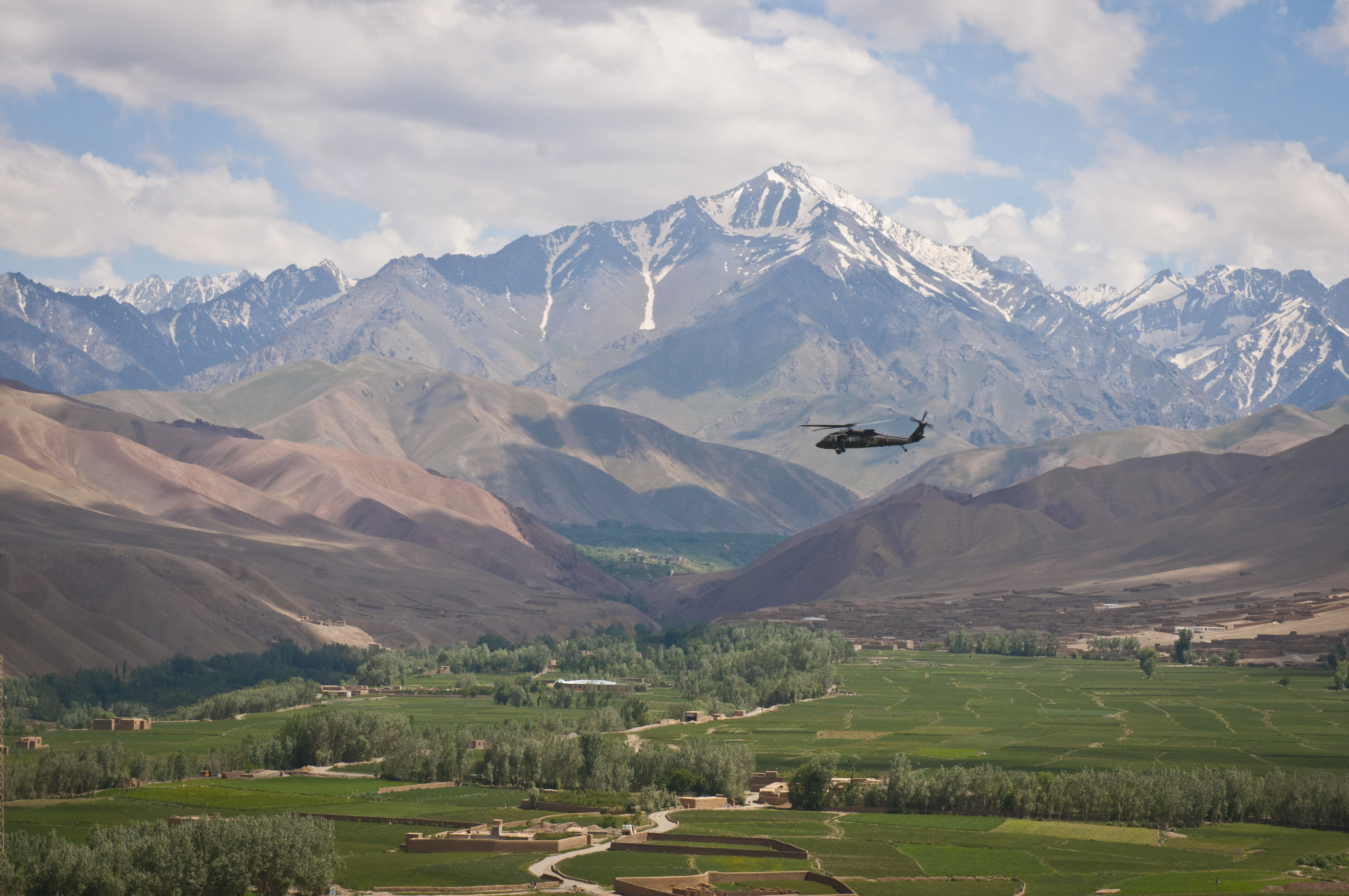
Bamian

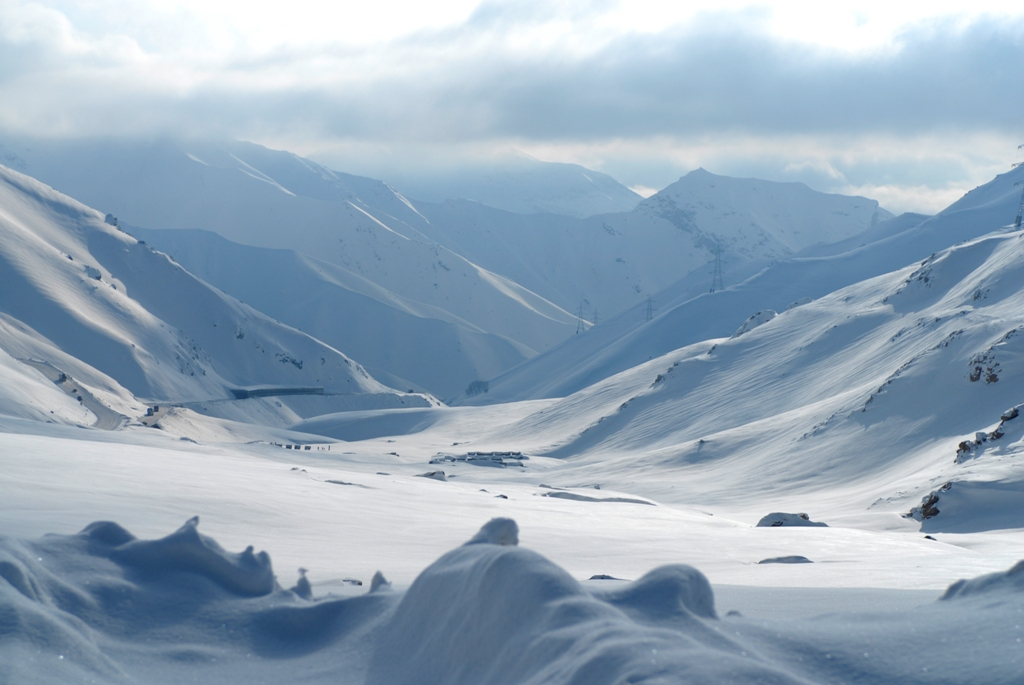
Parwan

- najniższy punkt – Amu-daria 258 m n.p.m.
- najwyższy punkt – Noszak 7492 m (inne źródła podają 7485 m n.p.m.)

### Granice
Łączna długość granic Afganistanu wynosi 5529 km, a w tym granice z:
- - Chińską Republiką Ludową przez korytarz wachański – 76 km
  - Iranem – 936 km
  - Pakistanem – 2429 km
  - Tadżykistanem – 1206 km
  - Turkmenistanem – 744 km
  - Uzbekistanem – 137 km

## Demografia
Różnorodność etniczna i językowa Afganistanu odzwierciedla jego położenie, gdzie przechodziły wojska i przecinały się historyczne szlaki handlowe prowadzące z Azji Środkowej do Azji Południowej i Południowo-Zachodniej. Dari (afgański perski) i paszto są językami urzędowymi i służą jako wspólny język większości Afgańczyków, chociaż talibowie stosowali tylko paszto. Uzbecki i turkmeński są szeroko rozpowszechnione na północy. Mniejsze grupy w całym kraju mówią w ponad 70 innych językach i niezliczonych dialektach.
Religią państwową jest islam. Szacuje się, że 80% ludności to muzułmanie wyznający sunnicką odmianę Hanafi. Reszta to głównie muzułmanie szyici, przede wszystkim Hazarowie. Pomimo prób w okresie rządów komunistycznych laicyzacji afgańskiego społeczeństwa islamskie praktyki przenikają wszystkie aspekty życia. Islam był fundamentem oporu wobec komunistów i radzieckiej inwazji. Islamskie tradycje religijne i przepisy, wraz z tradycyjną praktyką są podstawowym sposobem na prowadzenie swojego życia i rozwiązywanie sporów prawnych. Poza mieszkańcami dużych miast większość Afgańczyków jest podzielona na plemiona i inne wspólnoty oparte na przywódcach, które kultywują dawne tradycje i praktyki religijne.
Liczba mieszkańców w 2012 wynosiła 33,4 mln (w 1950 było ich 8,15 mln). Ludność jest rozmieszczona bardzo nierównomiernie. Główne skupiska to kotliny śródgórskie i oazy na obszarach północno-wschodniej części kraju; tereny wysokogórskie na północy i półpustynne na południowym zachodzie są prawie bezludne. Około 2 mln mieszkańców to koczownicy. Ponad 3 mln osób przebywa na emigracji, głównie w Pakistanie i Iranie. Tylko 28% ludności mieszka w miastach. Poziom życia ludności i jej zdrowotność należą do najniższych na świecie; powszechnym zjawiskiem jest analfabetyzm – 62,9%.
     – dari/perski
     – paszto (pasztuński, afgański)
     – uzbecki
     – turkmeński
     – języki nuristańskie
     – beludżi (baluczi)
     – języki pashai
Struktura etniczna (2016):
- Pasztunowie – 39,8%
- Tadżycy – 24,2%
- Uzbecy – 9,1%
- Hazarowie – 8,6%
- Turkmeni – 5,0%
- Aimakowie – 5,0%
- Persowie – 1,7%
- Beludżowie – 1,2%

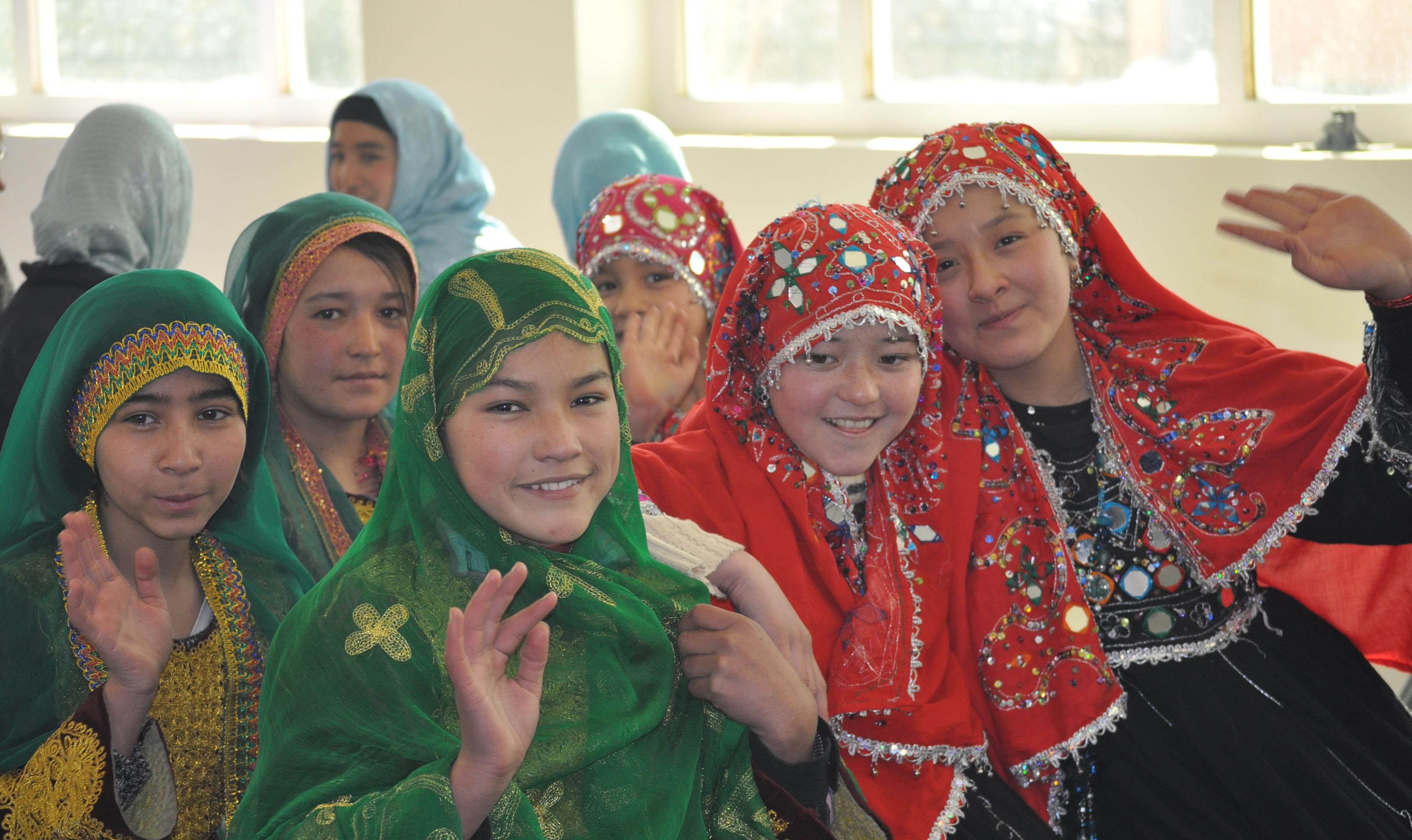
Hazarowie

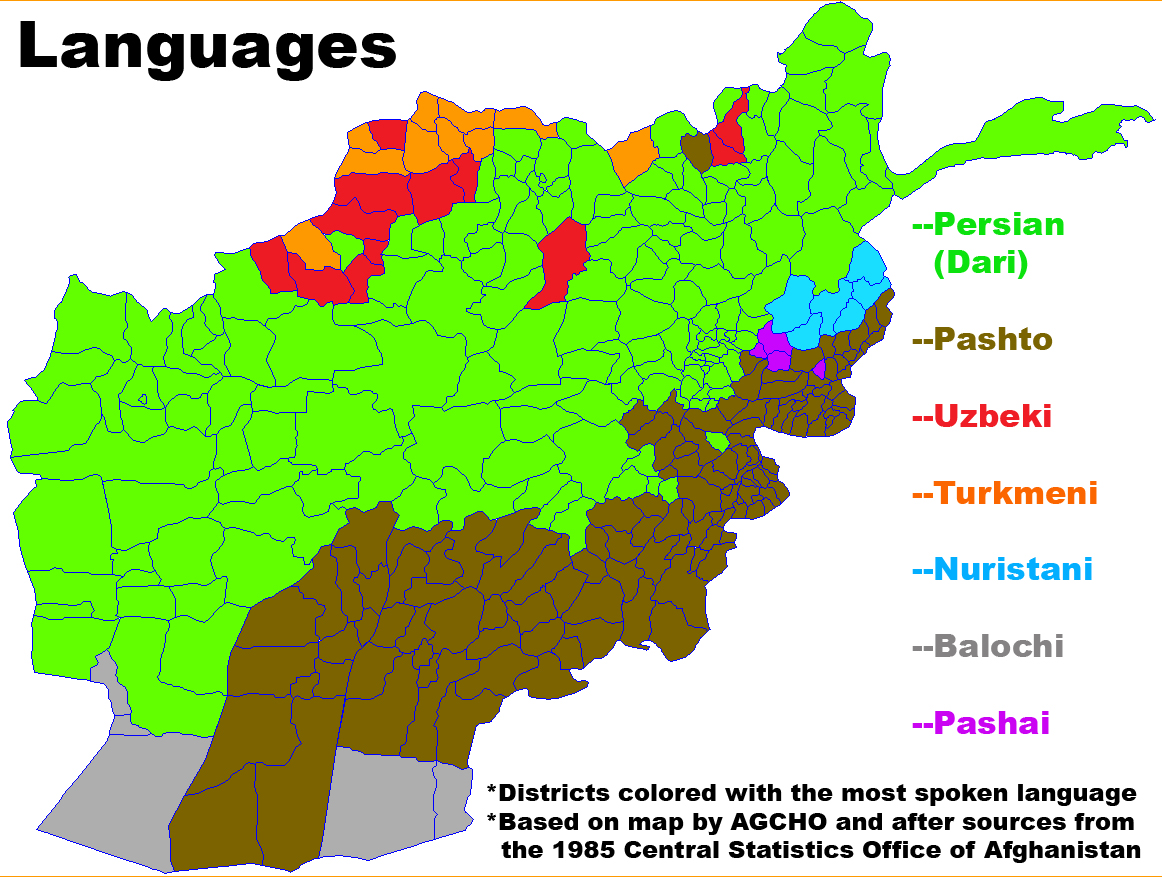
Najczęściej stosowane języki w różnych dystryktach Afganistanu:
– dari/perski
– paszto (pasztuński, afgański)
– uzbecki
– turkmeński
– języki nuristańskie
– beludżi (baluczi)
– Języki pashai

- pozostali – 5,4% (w tym: Brahui, Pashayi, Kurdowie)

### Statystyki demograficzne
| (2016)                            | (2016)                                        |
| --------------------------------- | --------------------------------------------- |
| Liczba ludności                   | 33 332 025                                    |
| Współczynnik urbanizacji          | 26,7% (2015)                                  |
| Ludność według wieku              |                                               |
| 0 – 14 lat                        | 41,03% (mężczyzn 6 947 939; kobiet 6 728 983) |
| 15 – 24 lat                       | 22,49% (mężczyzn 3 816 369; kobiet 3 678 657) |
| 25 – 54 lat                       | 30,01% (mężczyzn 5 095 905; kobiet 4 907 019) |
| 55 – 64 lat                       | 3,9% (mężczyzn 640 813; kobiet 660 121)       |
| ponad 64 lata                     | 2,57% (mężczyzn 396 124; kobiet 460 095)      |
| Średni wiek                       |                                               |
| W całej populacji                 | 18,6 lat                                      |
| Mężczyzn                          | 18,5 lat                                      |
| Kobiet                            | 18,6 lat                                      |
| Przyrost naturalny                | 2,34%                                         |
| Współczynnik urodzeń              | 38,3 urodzeń/1000 mieszkańców                 |
| Współczynnik zgonów               | 13,7 zgonów/1000 mieszkańców                  |
| Współczynnik migracji             | -1,2 migrantów/1000 mieszkańców               |
| Ludność według płci               |                                               |
| przy narodzeniu                   | 1,05 mężczyzn/kobiet                          |
| poniżej 15 lat                    | 1,05 mężczyzn/kobiet                          |
| 15 – 24 lat                       | 1,04 mężczyzn/kobiet                          |
| 25 – 54 lat                       | 1,04 mężczyzn/kobiet                          |
| 55 – 64 lat                       | 0,97 mężczyzn/kobiet                          |
| powyżej 64 lat                    | 0,86 mężczyzn/kobiet                          |
| w całej populacji                 | 1,03 mężczyzn/kobiet                          |
| Umieralność niemowląt             |                                               |
| W całej populacji                 | 112,8 śmiertelnych/1000 żywych                |
| płci męskiej                      | 120,3 śmiertelnych/1000 żywych                |
| płci żeńskiej                     | 105 śmiertelnych/1000 żywych                  |
| Oczekiwana długość życia          |                                               |
| W całej populacji                 | 51,3 lat                                      |
| Mężczyzn                          | 49,9 lat                                      |
| Kobiet                            | 52,7 lat                                      |
| Rozrodczość                       | 5,22 urodzeń/kobietę                          |
| Współczynnik dorosłych z HIV/AIDS | 0,04% (2015)                                  |

- główne miasta (ludność – stan na 21 września 2006[potrzebny przypis])
  - Kabul – 2536,3 tys.
  - Herat – 349 tys.
  - Kandahar – 324,8 tys.Kandahar
  - Mazar-i Szarif – 300,6 tys.
  - Dżalalabad – 168,6 tys.
  - Kunduz – 117,5 tys.

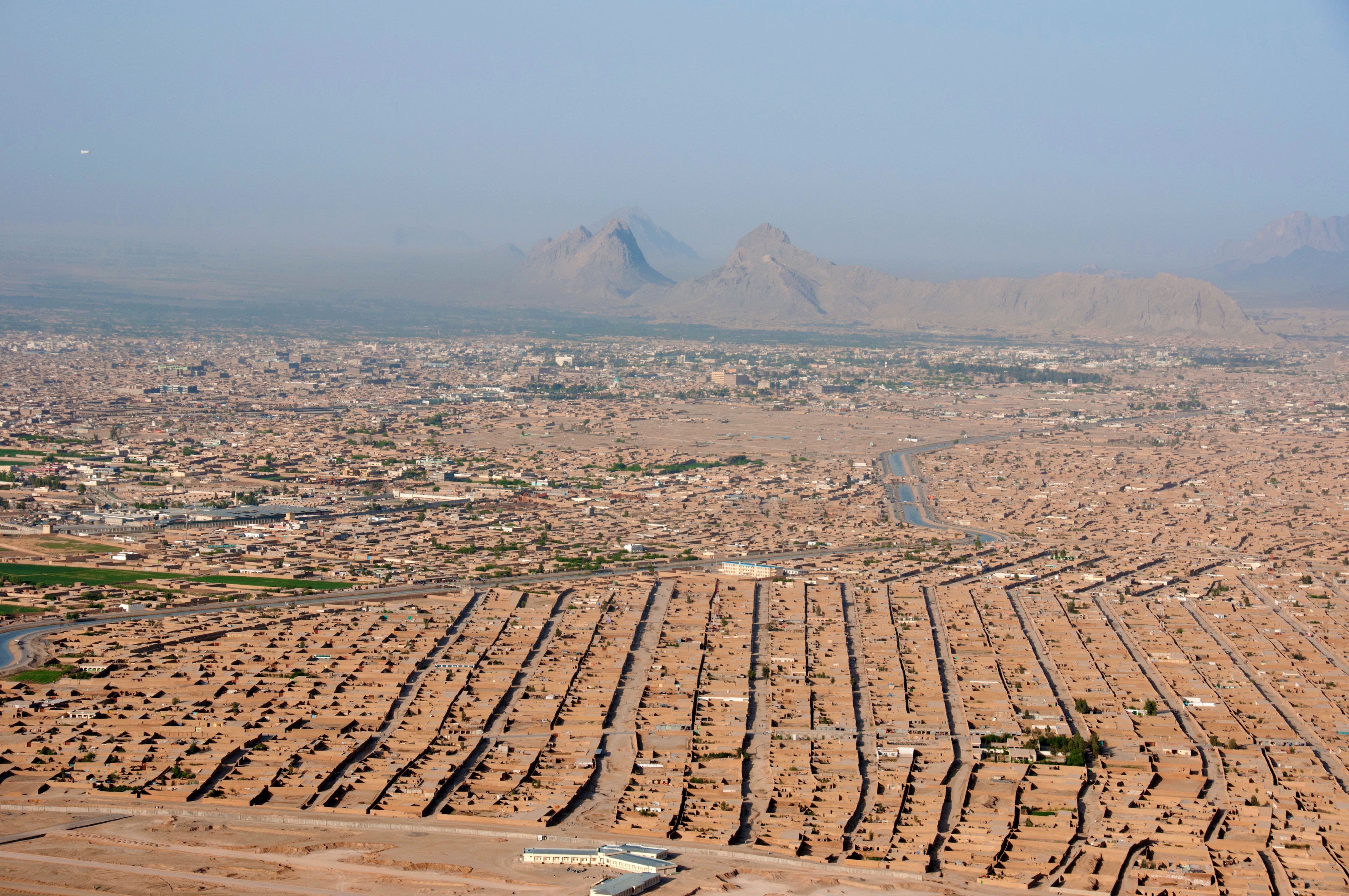
Kandahar

- 6690 osób na 1 lekarza (w 1990 r. – 13 200 osób na 1 lekarza)
- 2945 osób na łóżko szpitalne

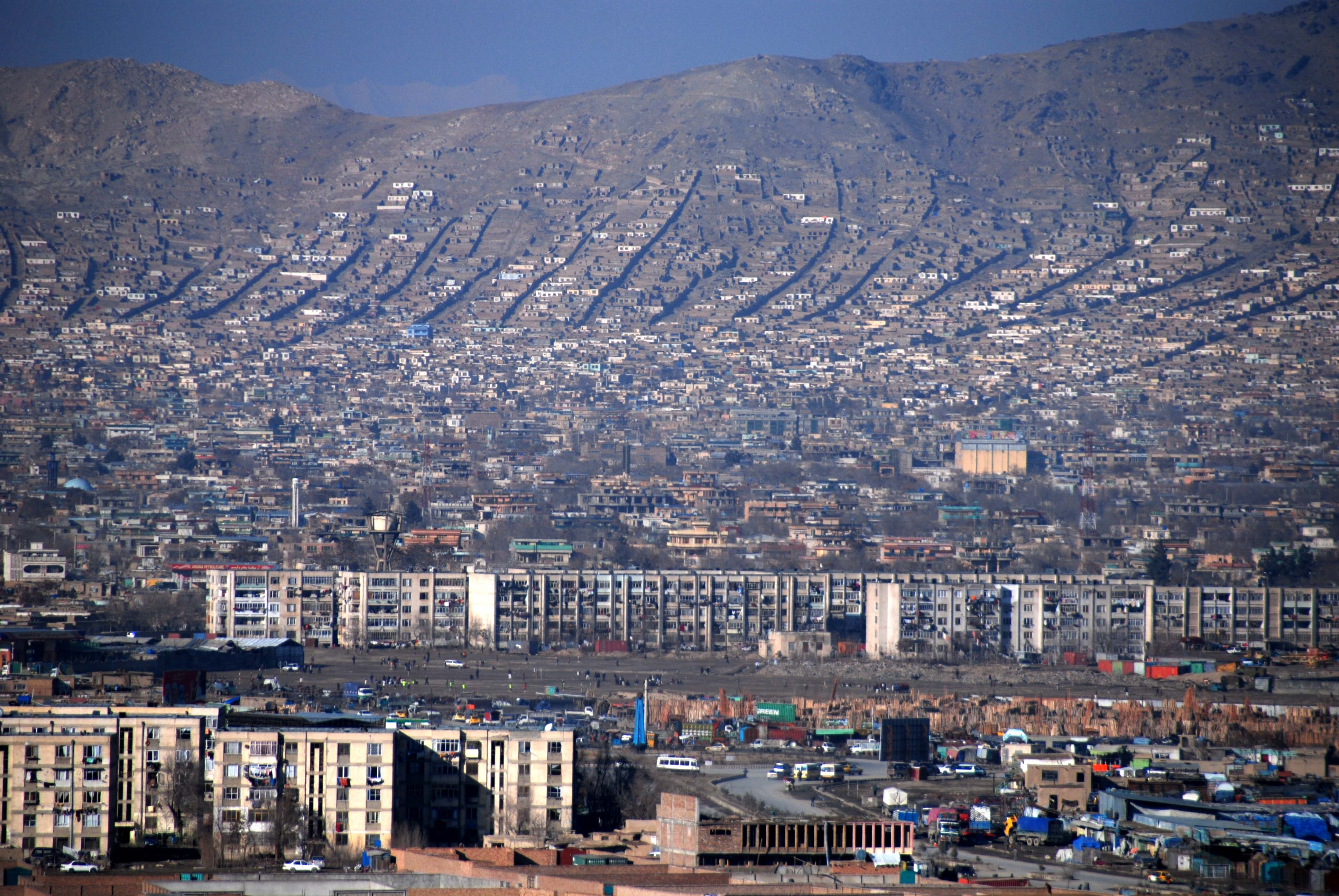
Stolica Afganistanu Kabul w 2009 roku

- Stolica Afganistanu Kabul w 2009 roku23% ludności żyje poniżej poziomu ubóstwa

## Ustrój polityczny
Konstytucja afgańska przyjęta w 2004 roku zakłada istnienie trójpodziału władz na władzę: ustawodawczą, wykonawczą i sądowniczą. Według niej władza ustawodawcza przysługuje parlamentowi zwanemu Loja Dżirga, władzę wykonawczą sprawował wyłaniany w wyborach powszechnych prezydent, któremu podlegają rząd i administracja centralna.
Konstytucję tę jednak odrzucili Talibowie, którzy przejęli władzę w 2021 roku i dążąc do przywrócenia Islamskiego Emiratu z lat 90. XX wieku oparli prawo na szariacie. Od tego momentu najwyższą władzę sprawuje emir Hibatullah Achundzada, pełniący funkcję przywódcy duchowego i politycznego, rezydujący w Kandaharze. Funkcję premiera, odpowiedzialnego za zarządzanie rządem w Kabulu, pełni mułła Hasan Achund.

## Podział administracyjny

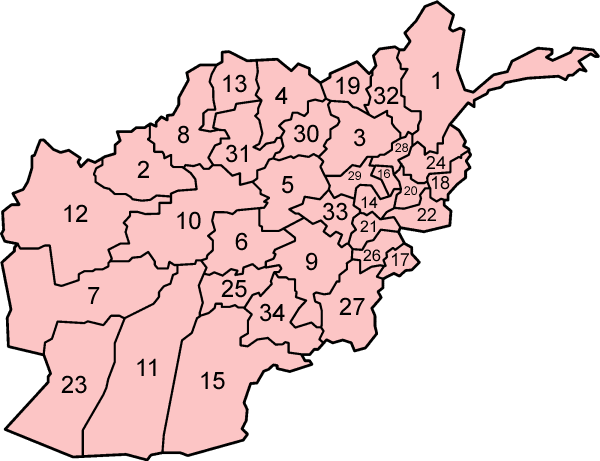
Mapa przedstawiająca prowincje Afganistanu

Afganistan jest podzielony na 34 prowincje (wilajet) i 398 dystryktów.

## Siły zbrojne

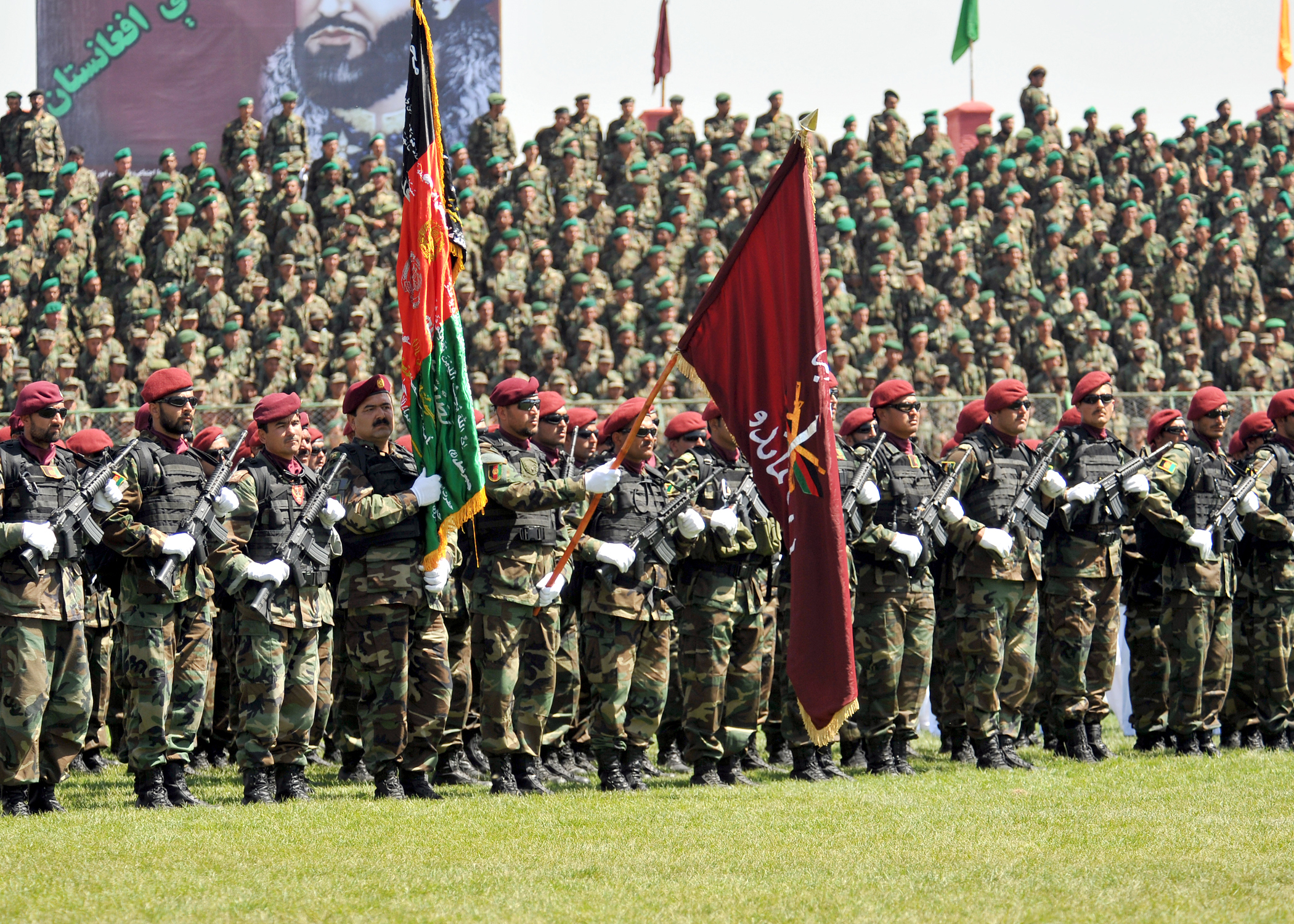
Żołnierze Afgańskiej Armii Narodowej

Afganistan, z racji braku dostępu do morza, dysponuje dwoma rodzajami sił zbrojnych: wojskami lądowymi oraz siłami powietrznymi. Uzbrojenie sił lądowych Afganistanu składało się w 2014 roku z: 800 czołgów, 9,1 tys. opancerzonych pojazdów bojowych, 138 zestawów artylerii holowanej oraz 50 wieloprowadnicowych wyrzutni rakietowych. Afgańskie siły powietrzne z kolei posiadały w 2014 roku uzbrojenie w postaci m.in. 107 samolotów transportowych, 6 samolotów szkolno-bojowych, 91 śmigłowców oraz 7 śmigłowców szturmowych.
Wojska afgańskie w 2014 roku liczyły 200 tys. żołnierzy zawodowych (brak rezerwistów). Według rankingu Global Firepower (2014) afgańskie siły zbrojne stanowią 76. siłę militarną na świecie, z rocznym budżetem na cele obronne w wysokości 11,5 mld dolarów (USD).

## Gospodarka
Afganistan należy do krajów posiadających najsłabsze gospodarki. ONZ zalicza go do grupy jednych z najsłabiej rozwiniętych państw świata (tzw. LDC – Least Developed Countries). PKB wyniósł 20,84 mld dolarów USA (dane szacunkowe z 2014), czyli 1900 dolarów na 1 mieszkańca, z czego 24% dostarczyło rolnictwo, 21% przemysł, a pozostałe 55% usługi.
Zasoby naturalne: gaz ziemny, ropa naftowa, węgiel, rudy miedzi, chromu, baryty, siarka, rudy ołowiu, cynku, ruda żelaza, sól, kamienie szlachetne i półszlachetne są eksploatowane w ograniczonym zakresie, większe znaczenie ma jedynie wydobycie gazu (30 mln m³ w 2008) i surowców budowlanych, między innymi lazurytu. Kilka elektrowni wodnych wyprodukowało 285,5 mln kWh energii elektrycznej. Liczne zakłady rzemieślnicze rozrzucone po całym kraju produkują rozmaite wyroby włókiennicze, metalowe, skórzane oraz wyroby z drewna i inne. Rozwinięty jest przemysł spożywczy.
Główną gałęzią gospodarki jest niskotowarowe rolnictwo. Uprawia się głównie zboże (pszenica 2,7 mln ton), ponadto kukurydzę, jęczmień i ryż, także bawełnę, buraki cukrowe, trzcinę cukrową; w dolinach rzek – na terenach nawadnianych – kwitną sadownictwo i uprawa winorośli – produkcja winogron 365 tys. ton. Dobrze rozwinięta jest hodowla (częściowo koczownicza): owiec – 11 mln, kóz – 2,2 mln oraz wielbłądów i koni.

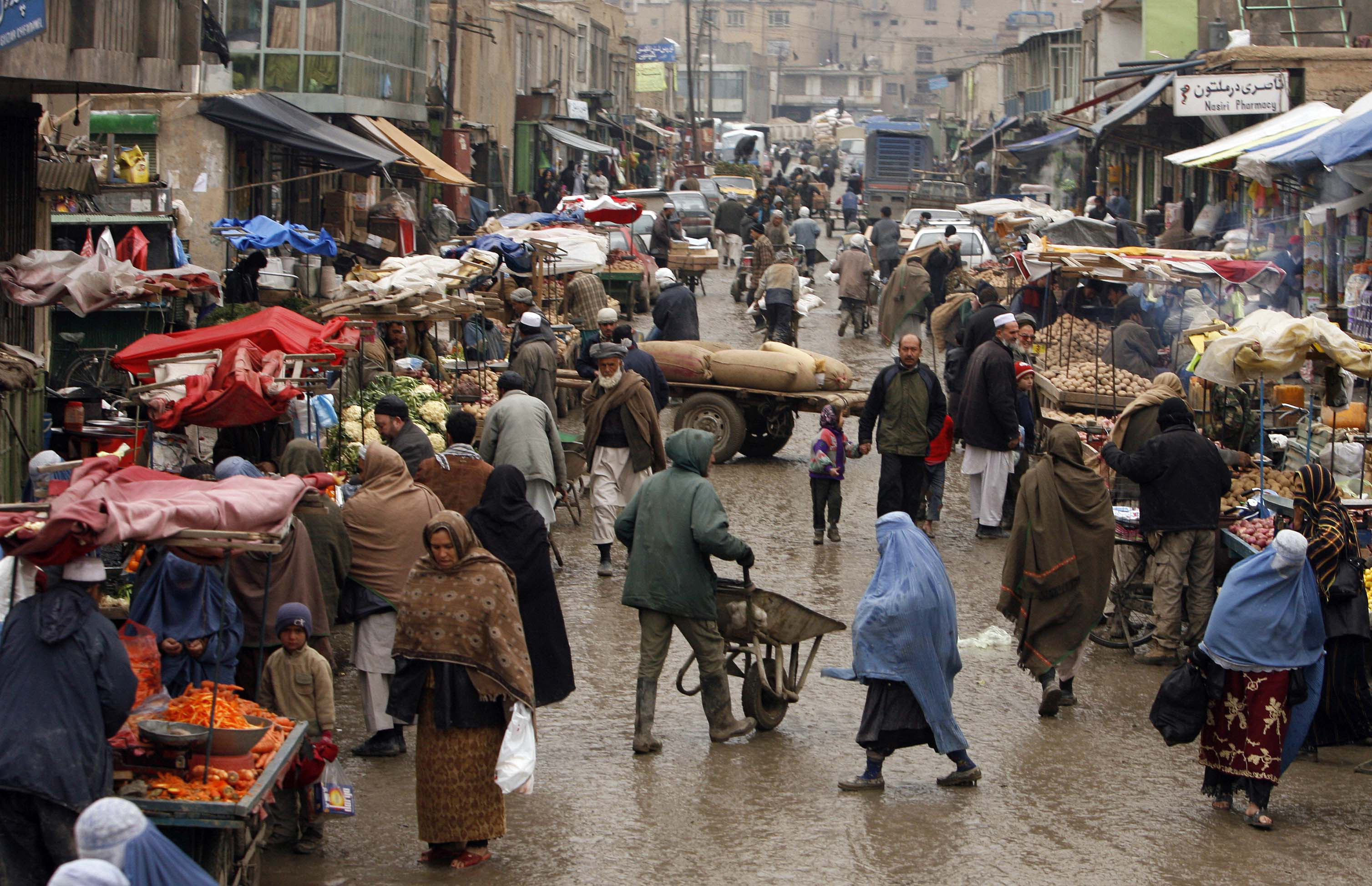
Rynek afgański

Bilans handlowy niezrównoważony: eksport w 2014 wyniósł 658 mln dolarów, zaś import aż 7004 mln dolarów. Główni partnerzy handlowi: Pakistan, Indie, USA, Tadżykistan, Turkmenistan, Chiny, Kazachstan i Azerbejdżan. Z uwagi na utrzymujące się od kilkudziesięciu lat konflikty i prowadzone działania wojenne, gospodarka afgańska znajduje się w ruinie. Głównym produktem eksportowym, do niedawna, było opium, którego roczna produkcja wynosiła 4000 ton. Produkcją opium trudnią się lokalni watażkowie usadowieni w poszczególnych rejonach kraju i czujący się bezkarni ze względu na słabość władzy centralnej.
Według orientalisty Marcina Rzepki słaby rozwój gospodarczy Afganistanu mimo międzynarodowej pomocy wynika z niedostosowania jej do lokalnych warunków.

## Transport

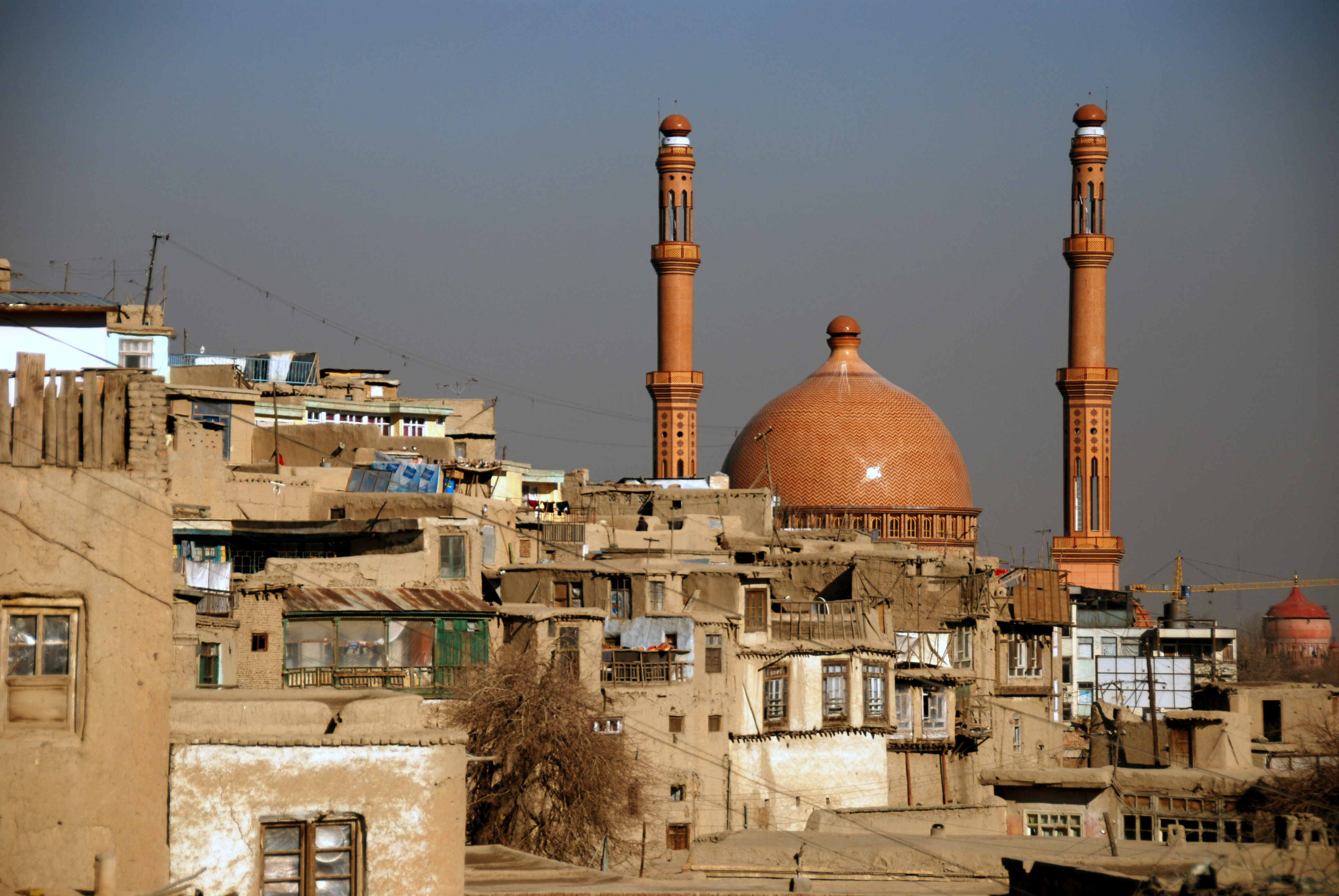
Meczet w centrum stolicy Afganistanu Kabulu w 2009 roku

Transport jest bardzo słabo rozwinięty. Drogi liczą tylko 42,15 tys. km, w tym: 29 800 km szlaków nieutwardzonych (wskaźnik gęstości dróg wynosi 6,51 km/100 km²), a sieć kolejowa jest od 2010 roku w budowie. W Afganistanie istnieje 1200 km (w 2007) śródlądowych dróg wodnych. Najważniejszą arterię stanowi żeglowny odcinek rzeki Amu-daria, po którym pływają statki o pojemności do 500 DWT. Ponadto istnieją gazociągi o łącznej długości 466 km. Główne lotnisko w Kabulu ma połączenie z kilkoma miastami za granicą. Poza Kabulem, w 2010 istniało 18 innych lotnisk o betonowych pasach startowych oraz 34 inne o nieutwardzonych lądowiskach. Międzynarodowe linie lotnicze znajdują się w Kabulu i w Kandaharze. Na całym obszarze kraju poważną rolę odgrywa nadal transport juczny.

## Religia

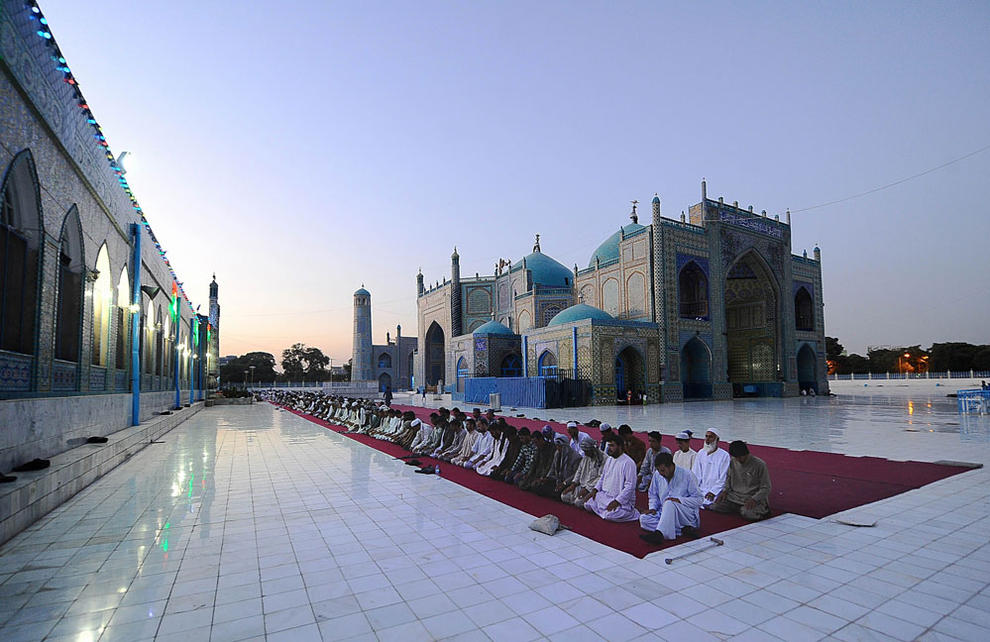
Ramadan, Mazar-i Szarif

Struktura religijna kraju w 2010 roku według Pew Research Center:
- islam – 99,75% (31 330 000)
- protestantyzm – 0,1% (30 000)
- hinduizm – 0,03% (10 000)
- pozostali – 0,12% (40 000)